# Мюггельзе
Мю́ггельзе (нем. Müggelsee) — крупнейшее озеро Берлина. Оно расположено в округе Трептов-Кёпеник и граничит с районами Кёпеник, Фридрихсхаген, Рансдорф и Мюггельхайм. Чтобы различить его от расположенного рядом Малого Мюггельзе (площадь 0,16км²), озеро называют Großer Müggelsee (Большое Мюггельзе).
Озеро занимает площадь более 7,4 км², а его глубина достигает 8 метров. Оно вытянуто в длину с запада на восток — около 4,3 км, а в ширину достигает 2,6 км. 
Мюггельзе образовалось в плейстоцене, одновременно с прилегающими холмами Мюггельберге. Эти возвышенности, достигающие 115 метров, являются самыми высокими точками Берлина. В 1961 году на южном берегу, у Малого Мюггельзе, была построена башня Мюггельтурм. С неё открывается панорамный вид на озеро, окружающие его леса и даже на силуэты берлинских высотных зданий.
Через Мюггельзе протекает река Шпре, образуя на отдельных участках протоки, известные как Мюггельшпре (участки Демерицзе-Мюггельзе и Мюггельзе-Кёпеник). Благодаря своему живописному ландшафту и близости к городу озеро является популярным местом отдыха, особенно среди жителей восточной части Берлина.

## История
В начале XX века Мюггельзе стал центром культурной жизни. В его окрестностях отдыхали и работали известные художники, такие как Эрнст Опплер, Эрнст Людвиг Кирхнер и Вальтер Ляйстиков.
В 1929–1930 годах здесь был построен сгеодняшний пляжный комплекс (Strandbad Müggelsee) по проекту Мартина Вагнера и Фридриха Хеннингса. 
Во время Второй мировой войны окрестности Мюггельзе, как и весь Берлин, пострадали от бомбардировок. В послевоенный период, когда восточная часть города оказалась под контролем Советского Союза, озеро стало популярным местом отдыха для жителей Восточного Берлина.
После объединения Германии в 1990 году район вокруг озера был благоустроен. Сегодня Мюггельзе остаётся одним из самых популярных мест отдыха в Берлине.